# Unbroken: Path to Redemption
Unbroken: Path to Redemption es una película estadounidense de drama cristiano dirigida por Harold Cronk, que actúa como una secuela de la película de 2014 Unbroken, aunque ninguno de los del elenco o equipo de producción originales regresa, excepto el productor Matthew Baer. La película cuenta la historia de Louis Zamperini, tras su retorno de la Segunda Guerra Mundial, sus luchas personales para ajustarse de vuelta a la vida civil y su posterior conversión al cristianismo evangélico después de asistir a uno de los avivamientos de la iglesia de Billy Graham.
La película es protagonizada por Samuel Hunt como Zamperini, Merritt Patterson, Vincenzo Amato, Vanessa Bell Calloway, Bobby Campo, Bob Gunton, Maddalena Ischiale, David Sakurai y Gary Cole, así como el evangelista Will Graham que retrata a su abuelo. Se estrenó en cine por Pure Flix Entertainment en los Estados Unidos el 14 de septiembre de 2018.

## Sinopsis
Zamperini regresa a California donde se casó a regañadientes con Cynthia Applewhite mientras luchaba contra el trastorno postraumático. Sufriendo pesadillas constantes, ira, amargura y depresión, su mujer le convence para ir a la cruzada evangelista de 1949 de Billy Graham.

## Reparto
- Samuel Hunt como Louis Zamperini.
- Merritt Patterson como Cynthia Applewhite-Zamperini.
- Vincenzo Amato como Anthony Zamperini.
- Vanessa Bell Calloway como Lila Burkholder.
- Bobby Campo como Pete Zamperini.
- Bob Gunton como los Principales Zeigler.
- Maddalena Ischiale como Louise Zamperini.
- David Sakurai como Mutsuhiro "The Bird" Watanabe.
- Gary Cole como el Dr. George Bailey.
- Will Graham como Billy Graham.
- David DeLuise como Howard Lambert.
- Gianna Simone como Sylvia Zamperini.
- April Bowlby como Cecy Phillips.

## Estreno
La película iba a ser estrenada el 5 de octubre de 2018, pero fue trasladada desde su estreno al 14 de septiembre.